# Campbellton (Newfoundland en Labrador)
Campbellton is een gemeente (town) in de Canadese provincie Newfoundland en Labrador.

## Geschiedenis
Het dorp Campbellton werd in 1972 officieel erkend als een gemeente.

## Geografie
De gemeente ligt aan de Indian Arm, een zijarm van de Bay of Exploits aan de noordkust van het eiland Newfoundland. De plaats maakt deel uit van de Kittiwake Coast. Op het grondgebied van de gemeente bevinden zich de provinciale routes NL-340 en NL-341.

## Demografie
In 1951 telde Campbellton 504 inwoners. In de daaropvolgende jaren groeide de bevolkingsomvang van de plaats gestaag aan met een piek van 757 inwoners in 1976. Daarna begon het inwoneraantal echter geleidelijk aan te dalen. In 2021 woonden er nog 459 mensen, wat neerkomt op een daling van 298 inwoners (-39,4%) in 45 jaar tijd.
- Bron: Statistics Canada (1951–1986[2], 1991–1996[4], 2001–2006[5], 2011–2016[6], 2021[7])